# انتخابات بهائی
در آئین بهائی طبقه روحانی وجود ندارد و بهائیان جوامع خود را از طریق شوراهای انتخابیِ محلی، کشوری و بین‌المللی اداره می‌کنند. انتخابات بهائی با رای مخفی، بدون نامزدها و کارزارهای انتخاباتی، یا هرگونه تبلیغات دربارهٔ اشخاص انجام می‌گیرد. بهائیان فعال، بالغ (۲۱ به بالا) و سلیم به وسیله بهائیان ذی رأی ۱۸ سال به بالا انتخاب می‌شوند. از نظرٔ شوقی افندی رأی‌دهندگان باید چهار معیار را در نظر گیرند: (۱) ویژگی‌های تک تک اعضای شورای روحانی (۲) ترکیب جمعی شورای روحانی به عنوان یک کل (۳) تغییر اعضای شورای روحانی به مرور زمان و (۴) تغییرِ ترکیبِ جمعیِ شورای روحانی به مرور زمان. انتخابات بهائی در سطح محلی یک مرحله ای؛ در سطح ملی دو مرحله ای؛ و در سطح بین‌المللی سه مرحله ای می‌باشد. این شوراهای انتخابی از طریق مشورت اعضایشان در سطح محلی، ملی و بین‌المللی برای رتق و فتق امور جوامع تصمیم‌گیری می‌کنند.

## موازین انتخابات بهائی
انتخابات بهائی به شیوه ای دور از رقابت و تفرقه برگزار می‌شود. طبق احکام منصوص آئین بهائی، در انتخاب مؤسسات بهائی از جمله انتخابات بیت العدل اعظم هرگونه تبلیغات، کاندیداتوری، نامزد شدن و نامزد کردن، حزب‌گرایی، و مبارزات و کمپین‌های انتخاباتی مطلقاً ممنوع است. هر کدام از راِی دهندگان در حالت دعا و توجه و با در نظر گرفتن معیارهای اخلاقی و معنوی مطرح در آثار بهائی، به حکم وجدان خود شایسته‌ترین افراد را برای عضویت در این مؤسسه انتخاب می‌کنند. در تمامی انتخابات بهائی، در سطح محلی، ملی و بین‌المللی، رأی دهندگان نام افراد مورد نظر خود را روی برگه رأی می‌نویسند. رأی‌گیری در سطح محلی امور جامعهٔ بهائی توسط محفل روحانی محلی اداره می‌شود. در هر شهر و روستایی که تعداد بهائیان ۲۱ سال به بالای آن حداقل ۹ نفر باشد هر سال انتخاباتی برگزار می‌گردد که در جریان آن ۹ فرد مستقیماً از جانب بهائیان آن محل با رعایت موازین انتخابات بهائی به عضویت محفل محلی در می‌آیند. رأی‌گیری از طریق برگه رأی مخفی است یعنی کسی ار رأی دیگران اطلاع ندارد. این موضوع باعث می‌شود که رای‌دهندگان بتوانند آزادانه و فارغ از فشارهای بیرونی به هر آن که خود صلاح می‌دانند رأی دهند.

## جریان انتخابات

### محفل محلی
در هر شهر یا دهکده ای که تعداد بهائیان آن بیش از نه نفر باشد، یک محفل روحانی در آن محل ایجاد می‌شود. انتخابات محلی یک مرحله ای است. به این ترتیب که هر فرد رأی دهنده اسامی نُه بهائی که به نظرش قابلیت ادارهٔ امور جامعه را بر طبق اصول بهائی دارند در ورقهٔ رأی خود می‌نویسد و در پاکتی سر بسته در صندوق آراء می‌اندازد. در این جریان هیچ‌گونه بحث و مذاکره‌ای دربارهٔ شخصیت افراد صورت نمی‌گیرد. هیچ‌کس رأی خود را برای دیگران فاش نمی‌کند. چنانچه کسی موفق به حضور در جلسه انتخابات نشود پاکت رأی خود را با پست ارسال می‌دارد. رأی دهندگان شخصیت اخلاقی و توانائی افراد را برای خدمت در نظر می‌گیرند و به آنها رأی می‌دهند. در نهایت ۹ نفری که بالاترین تعداد رأی را دریافت نمایند به عضویت این محفل روحانی محلی انتخاب شده به مدت یک سال به ادارهٔ امور جامعه شهر یا ده خود می‌پردازند. اعضای محافل محلی از بین اعضای خود افرادی را به عنوان «هیئت عامله» (رئیس، نائب رئیس، منشی و صندوق‌دار) برای اجرای مسئولیتهای اداری محفل محلی انتخاب می‌کنند. این انتخابات نیز با آراء مخفی انجام می‌گیرد و هر عضوِ هیئت عامله باید حداقل پنج رأی از نه رای بیاورد.

### محفل ملی
انتخابات محفل ملی به صورت دو مرحله‌ای انجام می‌شود. بهائیانِ ۱۸ سال به بالا هر سال نماینده یا نمایندگان حوزه خود را با توجه به قابلیت، استعداد، و میزان فداکاری افراد با رأی مخفی انتخاب می‌کنند. این نمایندگان سپس اعضای محفل ملی را انتخاب می‌کنند. انتخابات محفل ملی را انتخاباتِ غیر مستقیم نیز نامیده‌اند. نحوه انتخابات غیر مستقیم در الواح وصایای عبدالبهاء ذکر شده‌است و شوقی افندی، ولی امر بهائی، در پیشرفت و تکامل نظم اداری و انتخابات بهائی آموزه‌های بسیاری به جوامع بهائی ارائه داده‌است. در حال حاضر تعداد نمایندگان لازم هر کشور برای انتخاب محفل ملی را بیت العدل اعظم که مؤسسهٔ رهبری جامعهٔ جهانی بهائی در سطح بین‌المللی است تعیین می‌کند و به محافل ملی کشورها ارسال می‌دارد. محفل ملی تعداد نمایندگان لازم هر واحد انتخاباتی را بر حسب جمعیتش تعیین می‌کند و به محافل محلی یا یک منطقه مرکب از چند محل ابلاغ می‌دارد. در هر جامعهٔ بهائی، افراد سلیم و فعالی که به سِن بلوغ اداری ۲۱ سال به بالا رسیده باشند واجد شرایط انتخاب شدن هستند. رأی دهنده گان می‌توانند بهائیان را که واجد شرایط تعیین شده در عهد و پیمان بهاءالله، تعالیم عبدالبهاء و آموزه‌های شوقی افندی هستند در «واحدهای انتخاباتی» تعین شده به عنوان «نماینده یا نمایندگان» منطقه خود انتخاب کنند. این نمایندگان در ایام رضوان با شرکت در «جلسهٔ شور ملی» با آراء مخفی از بین بهائیان کشور هیئت نه نفره محفل روحانی ملی را برای یک سال جهت ادارهٔ امور جامعهٔ بهائی انتخاب می‌کنند.

### شوراهای منطقه ای
یک محفل روحانی ملی که مدیریت منطقه وسیعی را داشته باشد با تأیید بیت العدل عمومی ممکن است در حوضهٔ مسئولیت خود اقدام به ایجاد شوراهای بهائی منطقه ای کند و شرایط انتخاب اعضای آن را مقرر دارد. انتخاب سالانهٔ اعضای این شوراها معمولاً از وظایف اعضای محافل محلی می‌باشد.

### بیت العدل اعظم
بیت العدل اعظم، بالاترین مقام تصمیم‌گیری در جامعه جهانی بهائی، متشکل از ۹ عضو است که اعضای آن هر ۵ سال یک بار توسط اعضای تمامی محفل‌های ملی بهائی سراسر جهان انتخاب می‌شوند.
بهاءالله در کتاب اقدس دستور ایجاد مؤسسهٔ بیت العدل اعظم را آورد. عبدالبهاء نحوهٔ انتخاب اعضای آن را در وصیتنامهٔ خود شرح داد و شوقی افندی در راستای تأسیس آن به ایجاد نظم اداری پرداخت. بهائیان نهایتاً ۶ سال پس از درگذشت شوقی افندی، در پایان یک نقشهٔ دهسالهٔ «ترویج و تحکیم» با تکیه بر رهنمودهای وی و همکاری ایادیان امرالله، برای اولین بار در سال ۱۳۴۲ شمسی (۱۹۶۳ میلادی) بیت العدل اعظم را انتخاب کردند. بیت العدل اعظم توسط رای مستقیم تمام اعضای محافل ملی که خود از طریق دو مرحله انتخابات تعیین شده‌اند، انتخاب می‌شود. این محفل‌ها، در اطراف گیتی، هیئت نه نفری بیت العدل اعظم را هر پنج سال یکبار از میان بهائیان عالم با رای مخفی انتخاب می‌کنند.
مقر بیت العدل اعظم بر دامنه کوه کرمل در بندر حیفا است که بهاءالله این مکان را در سال ۱۸۹۰ میلادی و در لوح کرمل انتخاب کرده بود.
در آثار بهائی اعضای بیت العدل اعظم که از طریق انتخابات تعیین می‌شوند با عباراتی چون امینان خداوند در میان بندگانش توصیف می‌شوند. در متون بهائی ذکر شده آن‌ها باید مظهر تقوا و سرچشمه علم و دانایی و خیرخواه تمامی نوع بشر باشند. در میان برخی از وظایفی که بهاءالله برای بیت العدل اعظم تعیین کرده می‌توان به مواردی همچون تعلیم و تربیت معنوی انسان‌ها، ایجاد رفاه، آموزش کودکان، مراقبت از ضعیفان و فقرا اشاره کرد. از دیگر وظایف بیت العدل اعظم ترویج صلح جهانی است. بر اساس آثار بهائی، این هیئت باید برای پایداری و حفاظت از مقام دین تلاش کند و در راه تعلیم و تربیت مردم، توسعه و آبادی ملت‌ها و حفاظت از شرافت انسان‌ها بکوشد.
بیت العدل اعظم در سال ۱۹۷۲ میلادی اساس‌نامه خود را تنظیم کرد و در آن جنبه‌های مختلف نحوهٔ عملکرد و اختیارات و وظایف را خود مشخص نمود. بر مبنای این اساس‌نامه این وظایف و اختیارات را می‌توان به صورت زیر خلاصه کرد: اداره امور جامعه بهائی در سطح جهانی، هدایت، سازمان دهی و هماهنگ سازی فعالیت‌های بهائی در سطح جهانی، محافظت از متون بهائی، محافظت از جامعهٔ بهائی در برابر آزار و اذیت و سرکوب؛ انتشار آئین بهائی، گسترش و تقویت نظم اداری بهائی؛ ترویج خصلت‌های معنوی در جامعهٔ بهائی و دوستی و صلح میان ملت‌ها؛ پیاده‌سازی، لغو یا تغییر آن دسته دستورها و احکام که به وضوح در متون بهائی مطرح نشده‌است؛ تضمین حقوق، آزادی و اقدامات افراد؛ بکار بستن اصول و احکام بهائی؛ هدایت و هماهنگی فعالیت‌های بهائیان در سراسر جهان.
بهاءالله و عبدالبهاء در آثار و متون بهائی تأکید کرده‌اند که بیت العدل اعظم تحت حمایت و مراقبت بهاءالله خواهد بود و بیت العدل اعظم با الهام و تأیید الهی تصمیم‌گیری و وضع حکم می‌کند و تصمیمات آن عاری از خطا هستند و منشأ خیر خواهند بود. در آئین بهائی طبقهٔ روحانیون و مجتهدان دینی وجود ندارد و هیچ‌کدام از اعضای بیت العدل اعظم به تنهایی دارای مقام ویژه یا مرجعیت و اقتدار نیستند. مرجعیت و اقتدار در آئین بهائی منحصراً در اختیار مؤسسات و شوراهایی است که به صورت جمعی تصمیم‌گیری می‌کنند ولی تک تک افراد عضو این شوراها مرجعیت و امتیازی ندارند.

#### انتخابات
اولین انتخابات اعضای بیت العدل در سال ۱۹۶۳ انجام گرفت و بعد از آن هر ۵ سال تکرار می‌شود. انتخابات بیت العدل اعظم به‌طور معمول با برگزاری کانونشن بین‌المللی بهائی و مقارن با عید رضوان (اول تا دوازدهم اردیبهشت ماه) صورت میگیرد. هدف این گردهمایی که چند روز به طول می‌کشد علاوه بر انتخاب بیت العدل اعظم، تامل و مشورت دربارهٔ امور جامعهٔ بهائی در سراسر جهان است. جدیدترین انتخابات بیت العدل اعظم با برگزاری دوازدهمین کانونشن بین‌المللی بهائی در آوریل ۲۰۱۸ مطابق با اردیبهشت ۱۳۹۷ انجام گرفت. در این گردهمایی حدود ۱۳۰۰ عضو از بیش از ۱۶۰ محفل ملی از سراسر جهان حضور داشتند.
اعضای بیت العدل اعظم توسط رأی محفل‌های ملی بهائیان سراسر جهان انتخاب می‌شوند. انتخابات بهائی به شیوه ای دور از رقابت و تفرقه برگزار می‌شود. طبق احکام منصوص آئین بهائی، در انتخاب موسسات بهائی از جمله انتخابات بیت العدل اعظم هرگونه تبلیغات، کاندیداتوری، نامزد شدن و نامزد کردن، حزب‌گرایی، و مبارزات و کمپین‌های انتخاباتی مطلقاً ممنوع است. هر کدام از راِی دهندگان در حالت دعا و توجه و با در نظر گرفتن معیارهای اخلاقی و معنوی مطرح در آثار بهائی، به حکم وجدان خود شایسته‌ترین افراد را برای عضویت در این مؤسسه انتخاب می‌کنند. در تمامی انتخابات بهائی، در سطح محلی، ملی و بین‌المللی، رأی دهندگان نام افراد مورد نظر خود را روی برگه رأی می‌نویسند. رأی‌گیری از طریق برگه رأی مخفی است یعنی کسی ار رأی دیگران اطلاع ندارد. این موضوع باعث می‌شود که رای‌دهندگان بتوانند آزادانه و فارغ از فشارهای بیرونی به هر آن که خود دوست دارند رأی دهند. در نهایت ۹ نفری که بالاترین رأی را بیاورند انتخاب می‌شوند. عضویت در بیت العدل اعظم منحصر به مردان است. برابری زنان و مردان یکی از اصول اساسی آئین بهائی است.

#### فعالیت‌ها
بیت العدل اعظم شورای حاکمه بین‌المللی جامعهٔ بهائی و بالاترین مؤسسه نظام اداری بهائی است و وظیفهٔ پیشرفت جامعه بهائی و حفظ وحدت آن بر عهده این مؤسسه است.
بیت العدل اعظم از زمان تأسیس، شیوهٔ شوقی افندی را برای رشد و توسعهٔ آئین بهائی از طریق پیاده‌سازی برنامه‌های جهانی ادامه داده‌است.
بیت العدل اعظم هدایت‌های خود را در قالب پیام‌هایی در اختیار موسسات و افراد قرار می‌دهد.
تحت نظارت بیت العدل اعظم معبد بهائی (مشرق‌الاذکار) قاره‌ای اروپا در فرانکفورت، آلمان که ساخت آن در زمان شوقی افندی آغاز شده بود تکمیل شد (۱۹۶۴ میلادی) و پس از آن معبد بهائی قاره‌ای آمریکای مرکزی در پاناما (۱۹۷۲ میلادی)، معبد قاره‌ای اقیانوسیه در ساموآی غربی (۱۹۸۴)، معبد قاره‌ای آسیا در هندوستان (۱۹۸۶) و معبد قاره‌ای آمریکای جنوبی در شیلی (۲۰۱۶) راه‌اندازی شدند. در اردیبهشت سال۱۳۹۱ (آوریل ۲۰۱۲)، بیت العدل اعظم برنامهٔ ساخت دو معبد ملّی بهائی (در جمهوری دموکراتیک کنگو و پاپوآ گینه نو) و ۵ معبد محلی (باتامبانگ در کامبوج، بیهار شریف در هندوستان، ماتونداسوی در کنیا، نورته دل کائوکا در کلمبیا و تانا در وانواتو) را اعلام کرد. معبد بهائی محلی باتامبانگ در کامبوج، سپتامبر ۲۰۱۷ (شهریور ۱۳۹۶) بازگشایی شد و معبد بهائی محلی نورته دل کائوکا در کلمبیا ۲۲ ژوئیه ۲۰۱۸ (مرداد ۱۳۹۷) بازگشایی شد.
از زمان تشکیل بیت العدل اعظم همچنین اقداماتی زیر نظر این مؤسسه، در زمینه‌هایی همچون حقوق بشر، رفاه جهانی و پیشرفت زنان صورت گرفته‌است و بهائیان در سازمان ملل، در مجامع بین‎المللی و در انواع فضاهای اجتماعی گوناگون در سطوح ملی و محلی در مباحثات مرتبط با موضوعات مورد توجه اجتماع مشارکت می‌کنند. بیت العدل اعظم، برای مشارکت در گفتمان بین‌المللی صلح، در سال ۱۳۶۴ (۱۹۸۵ میلادی) بیانیه‌ای خطاب به مردم سراسر جهان با عنوان «وعده صلح جهانی» نوشت و پیش‌نیازهای اساسی برای برقراری صلح و رفاه جهانی را در آن مطرح کرد. در سال ۱۳۸۱ (۲۰۰۲ میلادی)، بیت العدل اعظم در پاسخ به موج رو به افزایش تعصبات دینی، نامه‌ای به رهبران ادیان جهان نوشته و بر لزوم پذیرش اصل یگانگیِ ادیان به عنوان پیش نیازی برای صلح تأکید کرد و خواستار رفع تعصبات دینی و گفتگویی جدید دربارهٔ جنبش‌های همکاری بین ادیان و نقش دین در اجتماع شد.
بیت العدل اعظم همچنین همانند شوقی افندی چندین کنفرانس بین‌المللی بهائی برگزار کرده‌است. برای تجلیل از بهاءاللّه و به مناسبت بزرگداشت صدمین سالگرد درگذشت او، بازهٔ زمانی اوّل اردیبهشت ۱۳۷۱ تا ۳۱ فروردین ۱۳۷۲ (۲۱ آوریل ۱۹۹۲ تا ۲۰ آوریل ۱۹۹۳ میلادی) با عنوان سال مقدّس نامگذاری شد. و به این مناسبت مراسم یادبودی در محوطهٔ آرامگاه بهاءالله با حضور نزدیک به ۳۰۰۰ بهائی به نمایندگی از تمامی جوامع ملی بهائی برگزار شد. در همان سال، دومین کنگره جهانی بهائی در شهر نیویورک با حضور نزدیک به ۲۷ هزار بهائی از سراسر جهان برپا شد.
بیت العدل اعظم همچنین به توسعه مرکز جهانی اداری و روحانی آئین بهائی توجه دارد و کار حفاظت و زیباسازی آرامگاه‌های بهاءاللّه، باب و سایر اماکن تاریخی بهائی در حیفا و عکا را که از زمان عبدالبهاء آغاز شده ادامه می‌دهد. بیت العدل اعظم در سال ۱۳۶۲ ه‍.ش (۱۹۸۳ میلادی) به ساختمان دائمی خود (دارالتشریع) در کوه کرمل نقل مکان کرد. در سال ۲۰۰۱، با افتتاح ساختمان دارالتبلیغ بین‌المللی، ساختمان‌های اداری اطراف ساختمان بیت العدل اعظم تکمیل شد. پروژه دیگری که در سال ۲۰۰۱ تکمیل شد ساخت ۱۹ طبقه باغ در بالا و پایین آرامگاه باب در کوه کرمل بود.
بیت العدل اعظم در نوامبر ۱۹۶۴ اعلام کرد که دیگر راهی برای انتصاب ایادیان امرالله وجود ندارد و برای تداوم کارکرد ایادیان در آینده، دو مؤسسه دارالتبلیغ بین‌المللی (تأسیس ۱۹۷۳) و هیئت مشاورین قاره‌ای (۱۹۶۸) را تأسیس کرد. این دو مؤسسه هر کدام وظایفی مشابه وظایف ایادیان امرالله در قاره‌های مختلف و در مرکز جهانی بهائی به عهده گرفتند.
یکی از اهداف بیت العدل اعظم تشویق بهائیان سراسر جهان به درک فهم عمیق‌تری نسبت به اعتقادات و اصول بهائی بوده‌است. در این راستا، بیت العدل اعظم علاوه بر نگارش پیام‌ها و نامه‌هایی با موضوعات مختلف، مجموعه‌هایی از آثار بهائی پیرامون موضوعات مختلف را گردآوری کرده و به انتشار رسانده‌است. از جمله مجموعه آثار با موضوعاتی همچون ازدواج، حیات خانواده، حفاظت از محیط‌زیست، مشورت، نظم اداری، دعا و نیایش، هنر، موسیقی، تعلیم و تربیت و … همچنین ترجمه آثار باب، بهاءالله، عبدالبهاء تحت نظارت بیت العدل اعظم صورت گرفته‌است از جمله ترجمه کتاب اقدس به انگلیسی، کتاب احکام بهاءالله، که در سال ۱۹۹۲ به انتشار رسید. بیت العدل اعظم همچنین به نگهداری و محافظت از اصل آثار بهائی و آرشیو و رده‌بندی تمامی آثار و نامه‌های بهاءالله، عبدالبهاء و شوقی افندی اهتمام دارد و به این منظور یک دپارتمان تحقیق و آرشیو در حیفا تأسیس کرده‌است.
بیت العدل اعظم همچنین تأکید زیادی بر تغییرات و رشد کیفی در حیات جامعهٔ بهائی داشته‌است از جمله تشویق به سواد آموزی، ترویج آموزش و پرورش، تقویت نقش زنان و جوانان در جامعه، پرورش حیات خانواده، ترتیب دادن کلاس‌های آموزشی برای کودکان، توسعه اقتصادی و اجتماعی و …

## انتخابات و اصل عهد و میثاق
بهاءالله برای تضمین این که بعد از درگذشتش و در گذر زمان جامعهٔ بهائی بتواند به صورت هماهنگ و متحد در مسیر به اجرا درآوردن تعالیمش پیش رود اساسی را تأسیس نمود که به عنوان «عهد و میثاق» شناخته می‌شود. به این ترتیب او چگونگی تداوم جریان هدایت، مسئلهٔ جانشینی و نیز توضیح و تبیین آثارش را با دستورالعمل‌های روشن، واضح و کتبی مشخص نمود. بر اساس این عهد و میثاق، مسئولیت هدایت و رهبری جامعه پس از بهاءالله، به پسر ارشدش، عبدالبهاء، سپس به شوقی ربانی، نوهٔ عبدالبهاء، و در نهایت همان‌گونه که بهاءالله تعیین نموده بود به بیت العدل اعظم مُحوّل شده‌است. اصل عهد و میثاق وحدت جامعه را تضمین می‌کند و آن را از اختلاف و تفرقه حفظ می‌کند. شوقی افندی به این نتیجه رسیده بود که برای انتخاب بیت العدل اعظم ابتدا باید نهادهای انتخابی بهائی در سطح محلی و ملی تشکیل شود تا زمینه برای انتخاب بیت العدل اعظم که یک نهاد بین‌المللی است فراهم آید. با تلاش و مدیریت وی نهادهای انتخابی بهائی  در سطوح محلی و ملی در بسیاری از کشورهای جهان ایجاد شد و چند سال بعد از درگذشت وی اعضای تمام محافل ملی دنیا اولین بیت العدل اعظم را انتخاب کردند. در حال حاضر بر طبق اصل عهد و میثاق بیت العدل اعظم وظیفه حفظ اتحاد جامعه بهائی را بر عهده دارد.